# Судинце
Судинце (слч. Sudince) су насељено мјесто са административним статусом сеоске општине (слч. obec) у округу Крупина, у Банскобистричком крају, Словачка Република.

## Становништво
| Година:    | 1994. | 2004.    | 2014.    | 2024. |
| ---------- | ----- | -------- | -------- | ----- |
| Број људи: | 68    | 59       | 80       | 92    |
| Разлика:   |       | -13,23 % | +35,59 % | +15 % |

| Година:    | 2023. | 2024.   |
| ---------- | ----- | ------- |
| Број људи: | 91    | 92      |
| Разлика:   |       | +1,09 % |

Према подацима о броју становника из 2024. године насеље је имало 92 становника.